# Königheim
Königheim är en kommun och ort i Main-Tauber-Kreis i regionen Heilbronn-Franken i Regierungsbezirk Stuttgart i förbundslandet Baden-Württemberg i Tyskland.
Kommunen ingår i kommunalförbundet Tauberbischofsheim tillsammans med staden Tauberbischofsheim och kommunerna Großrinderfeld och Werbach.